# IC 988
IC 988 – galaktyka soczewkowata, położona w gwiazdozbiorze Panny.